# Lafayette Young

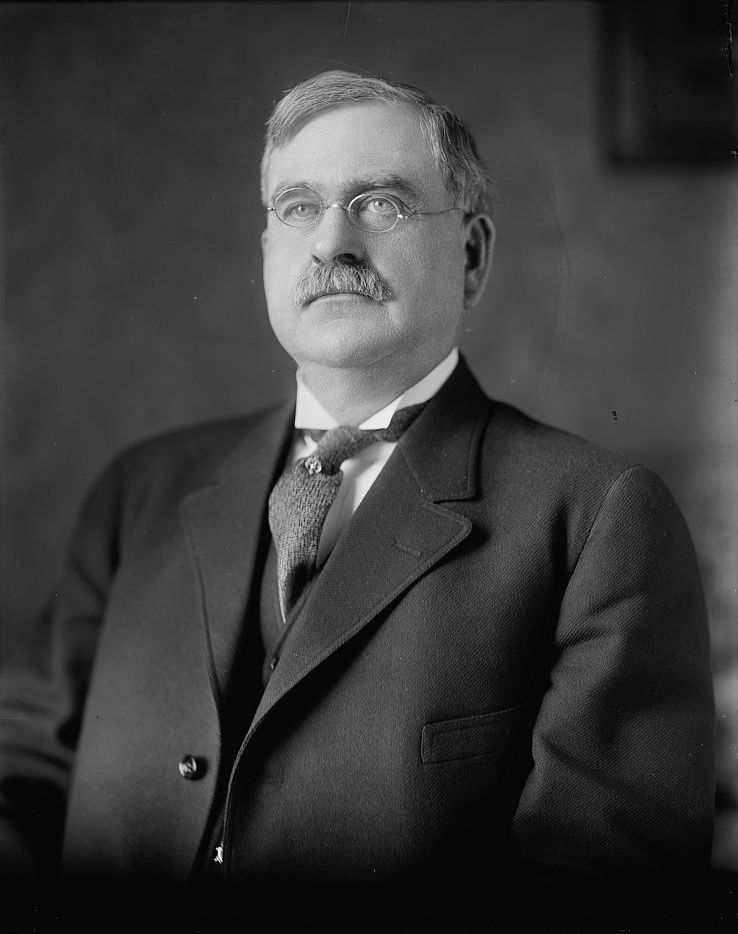
Lafayette Young

Lafayette Young (* 10. Mai 1848 bei Eddyville, Iowa; † 15. November 1926 in Des Moines, Iowa) war ein US-amerikanischer Politiker (Republikanische Partei). Er vertrat den Bundesstaat Iowa im US-Senat.

## Leben
Nach dem Besuch der Dorfschule setzte Young seine Ausbildung an einer Abendschule in St. Louis fort, wo er das Druckerhandwerk lernte. 1871 rief er die Zeitung Atlantic Telegraph ins Leben, als deren Herausgeber er bis 1890 fungierte. In diesem Jahr gründete er mit dem Des Moines Capital eine weitere Zeitung, für die er bis zu seinem Tod als Redakteur arbeitete. Während des Spanisch-Amerikanischen Krieges war er 1898 als Kriegsberichterstatter tätig.

## Politik
Sein erstes Mandat übernahm Young 1874 als Staatssenator von Iowa, was er bis 1880 blieb; 1886 schloss sich eine weitere zweijährige Amtszeit in dieser Kammer an. Bei der Präsidentschaftswahl 1908 gehörte er dem Electoral College an, das William Howard Taft zum neuen Präsidenten wählte.
Nach dem Tod von US-Senator Jonathan P. Dolliver wurde Young zu dessen kommissarischem Nachfolger berufen. Er nahm seinen Platz im Senat am 12. November 1910 ein, musste Washington aber schon am 11. April 1911 wieder verlassen, nachdem sein Versuch gescheitert war, offiziell in dieses Amt gewählt zu werden.

## Nach der politischen Laufbahn
Im Jahr 1915 ging er nach Europa, um über den Ersten Weltkrieg zu berichten. Nach seiner Rückkehr war er einige Zeit als Chautauqua-Lehrer tätig. Außerdem fungierte er als Vorsitzender des staatlichen Verteidigungsrates von Iowa.
Young betätigte sich auch als Spendensammler für notleidende belgische Kinder. Für dieses Engagement wurde er zum Ritter des Ordens von König Leopold II. ernannt.